# Пхурба

Пхурба

Кіла або Пхурба (санскр. कील kila IAST; тиб. ཕུར་བ,ཕུར་བ, Вайлі phur ba; «кіла» або «цвях») — ритуальний кинджал або кіл, зазвичай, має форму ручки у вигляді голови з трьома обличчями гнівного божества і тригранну форму клина.
Імовірно, призначений для обрядів. Предмет бере своє походження ще з ведичної епохи (можливо, і доведичної), але пізніше знайшов призначення в контексті тибетських версій буддизму і тантри.
У контексті тибетського буддизму Пхур-Бу (з тибет. «кілочок» або «цвях») — ритуальний кинджал, який використовують для вигнання злих духів. Руків'я кинджала з тригранним клинком увінчує кінська голова лютого охоронного тибетського божества Хаяґриви. Пхур-Бу також прикрашають «вузлами» безсмертя, головою Макари — чудовиська з тулубом крокодила — і зміями, що сплелись між собою.
Ритуальний кинджал використовується для заклинання і знищення демонів наступним чином: заклинателі завдають їм колючі удари, повторюючи основну мантру «хум», матеріальним втіленням якої є цей кинджал
Пхурба символізує руйнування всіх концепцій і прихильності до власного «я», а також уявлень про ілюзорність реального світу. У деяких спеціальних ритуалах тантричного Буддизму пхурба використовується в якості зброї для підпорядкування сил, що протистоять вченню. З допомогою пхурби практикуючий йогін буквально пришпилює до землі їх символічні образи.

## Галерея

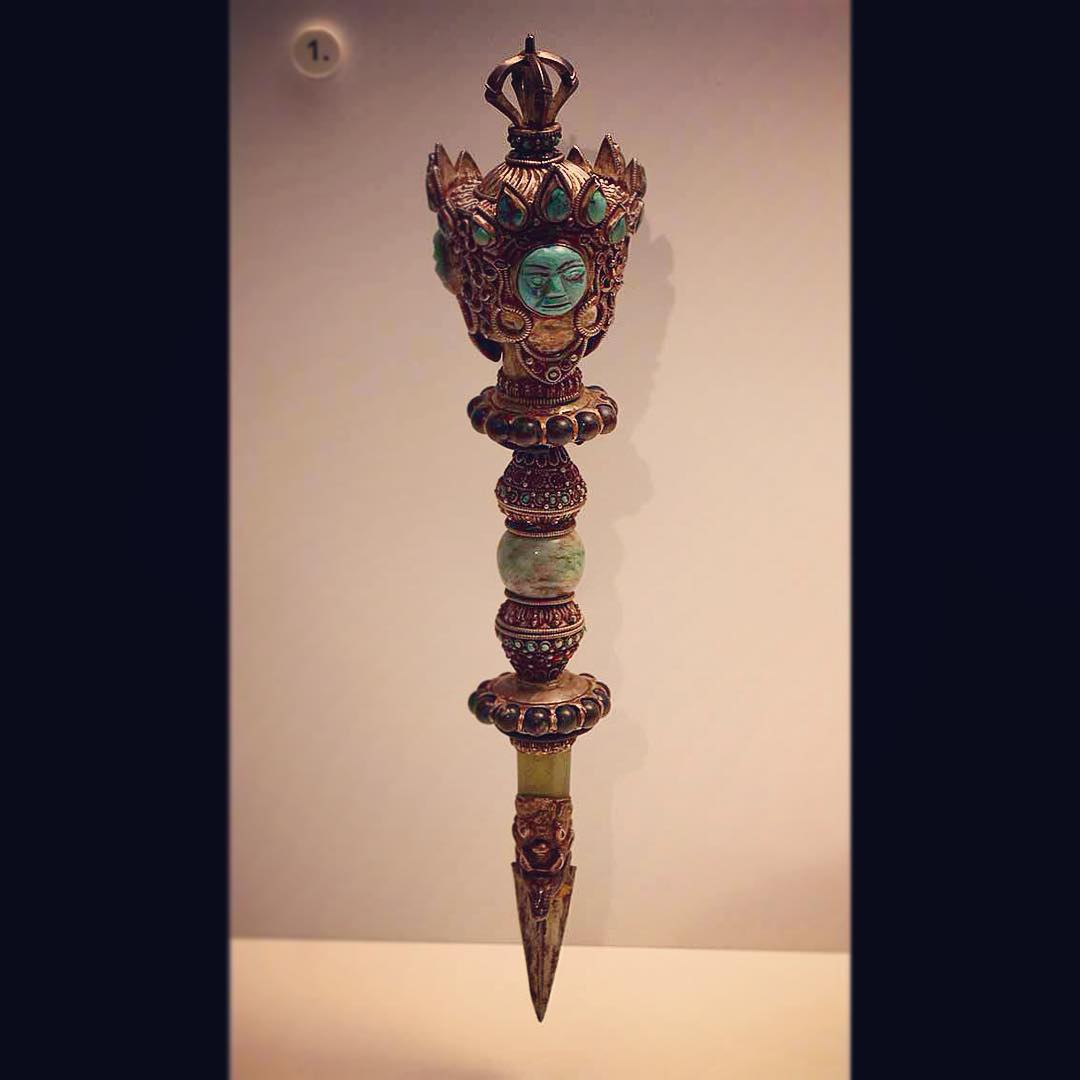
Пхурба, ритуальний кинджал XIX ст. бронза, - нефрит і бірюза - Тибет Фольклорна колекція  MEB CF 3045
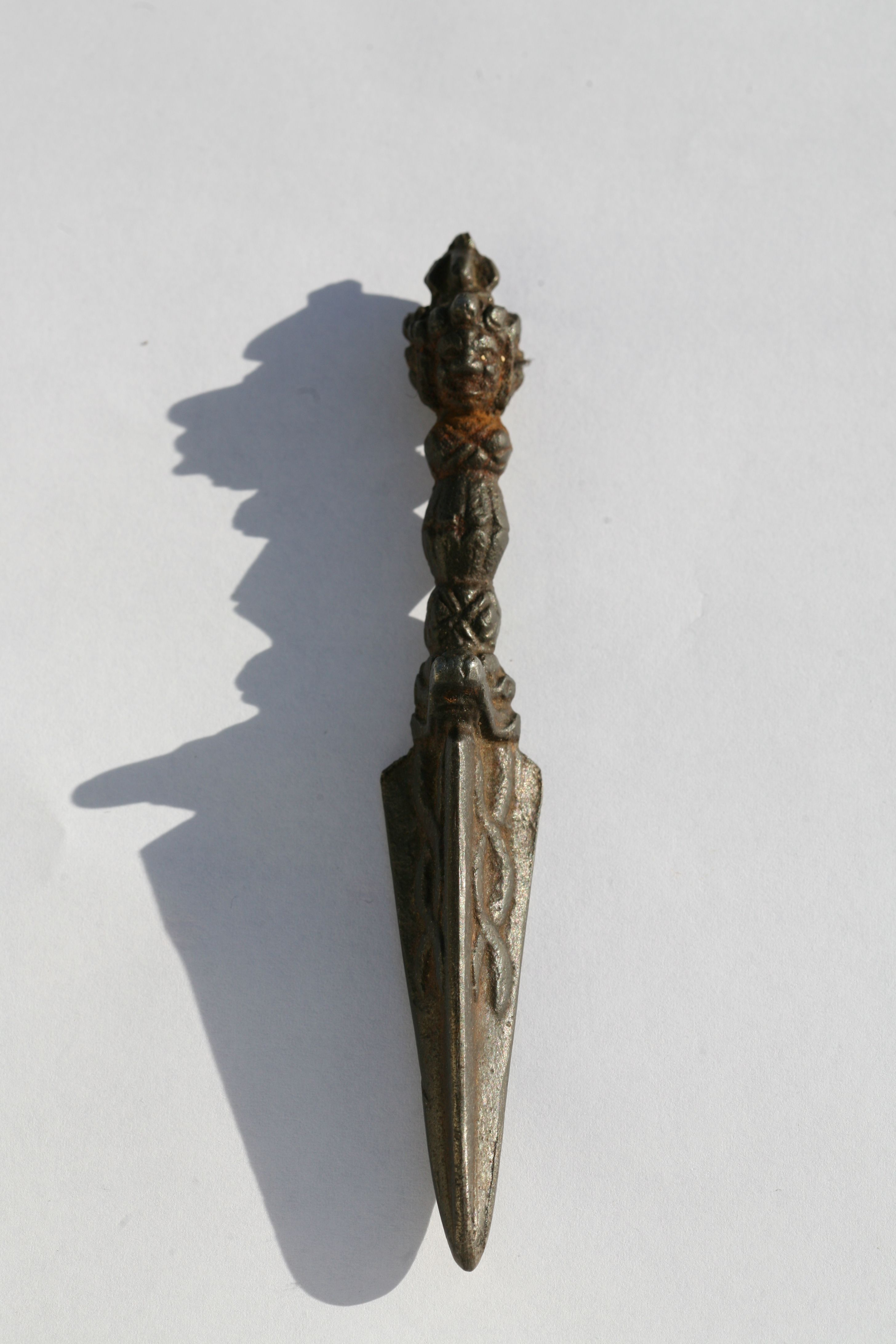
Тибетський Пхурба
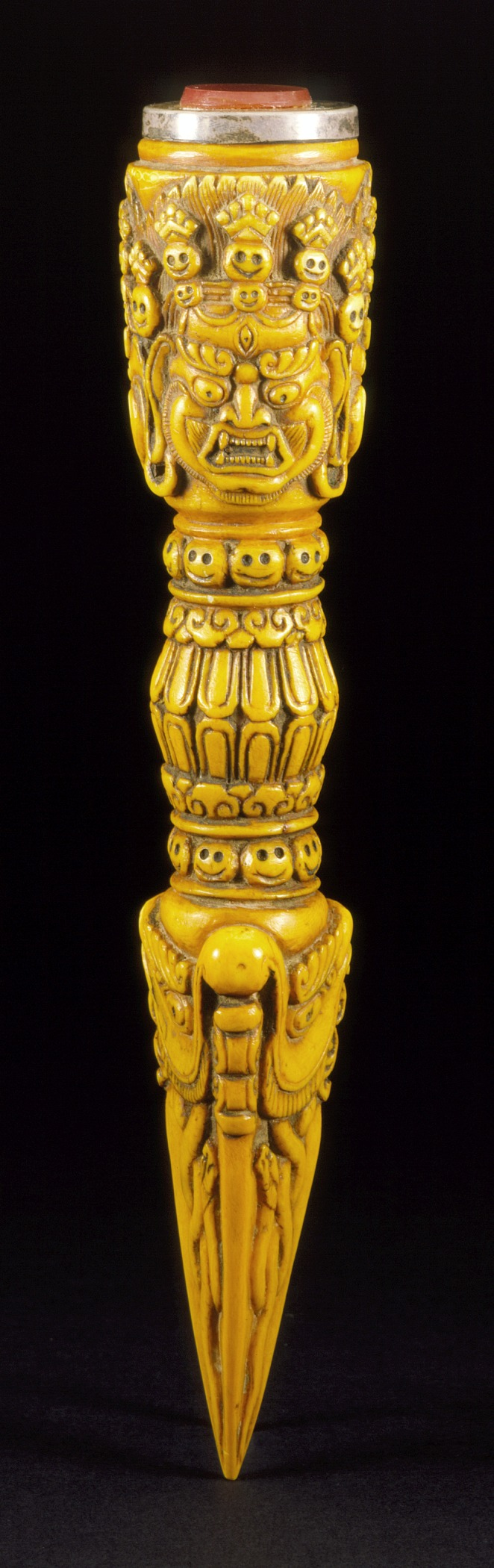
Ритуальний кинджал (Пхурба) LACMA M.82.27
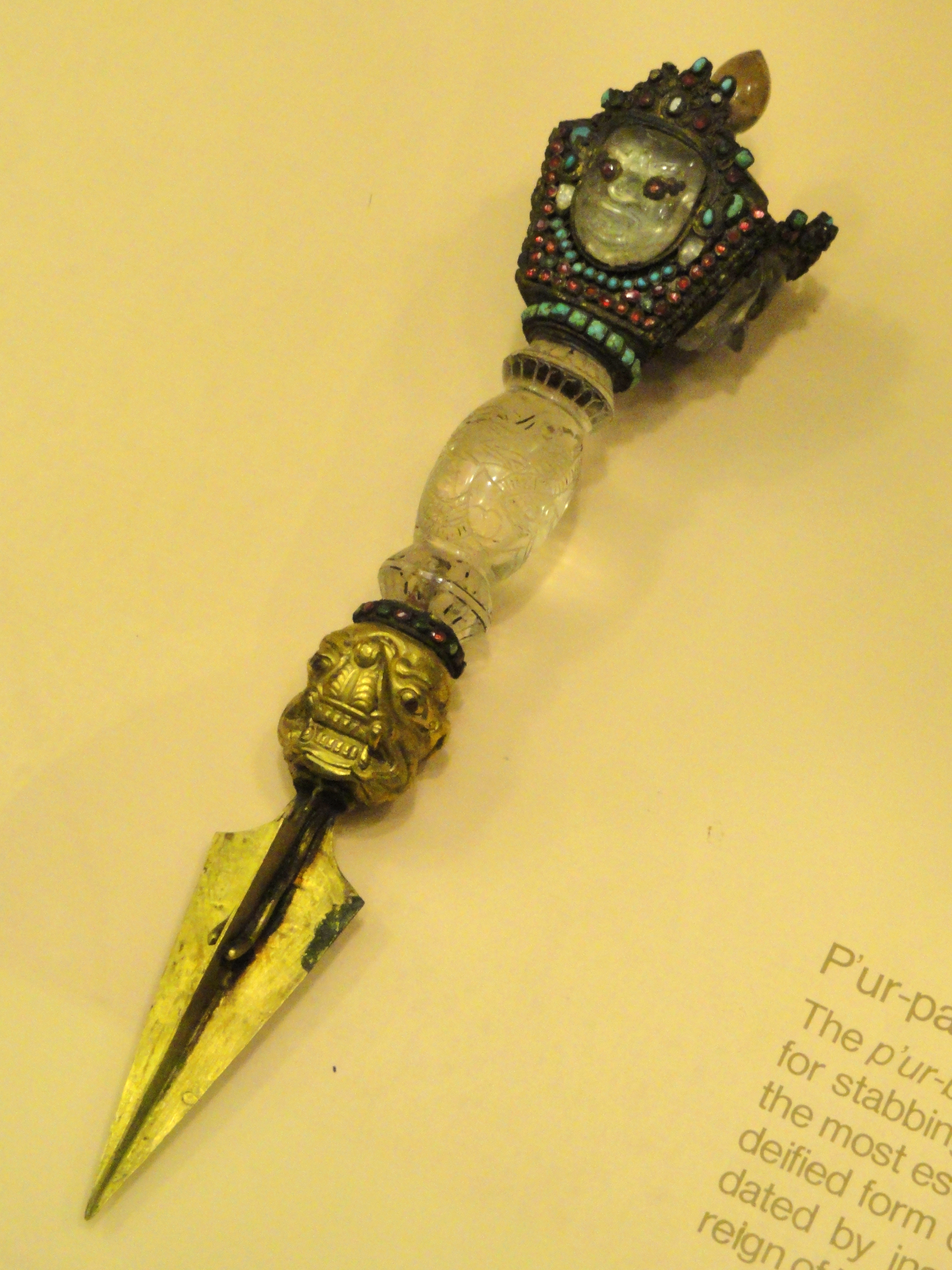
Кіла (Пхур-ба), династія Мін 1506-1522 - AMNH - DSC06230
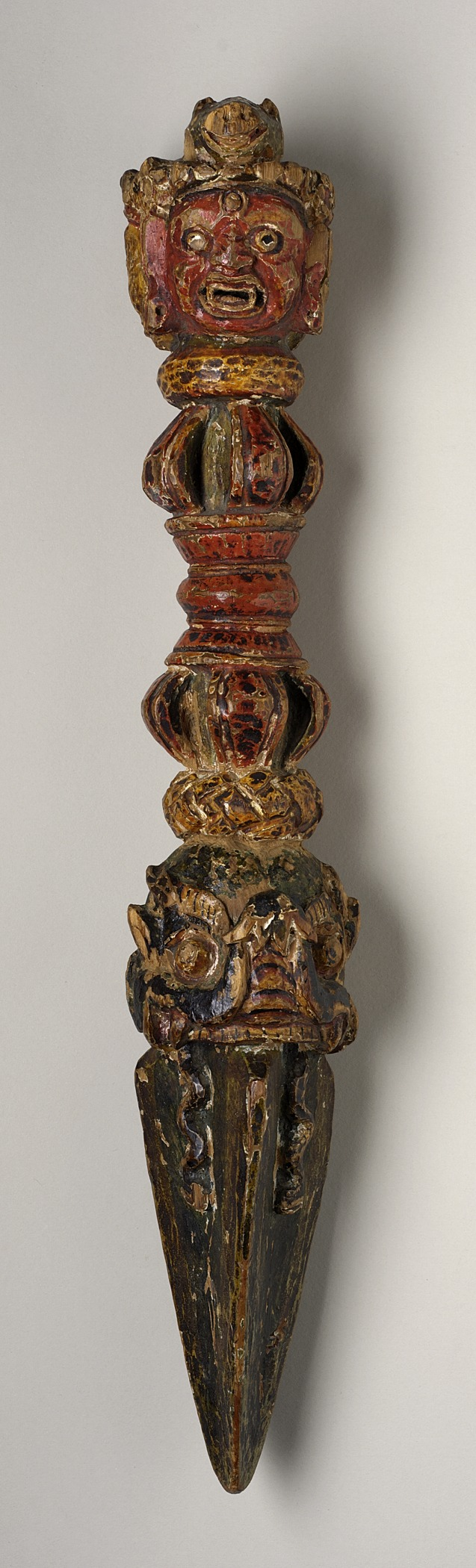
Ритуальний кинджал (Пхурба) LACMA M.78.45
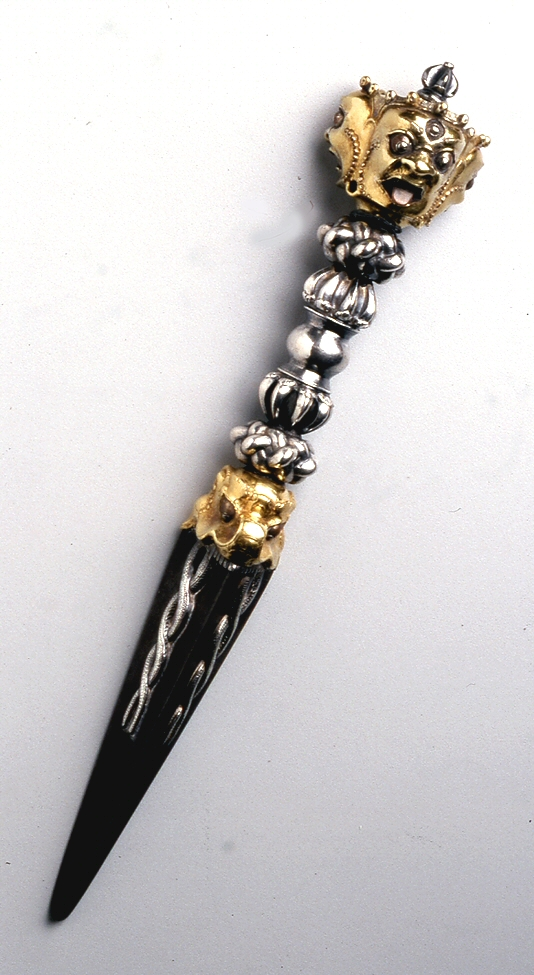
Тибет - Ритуальний кинджал - Walters 52311
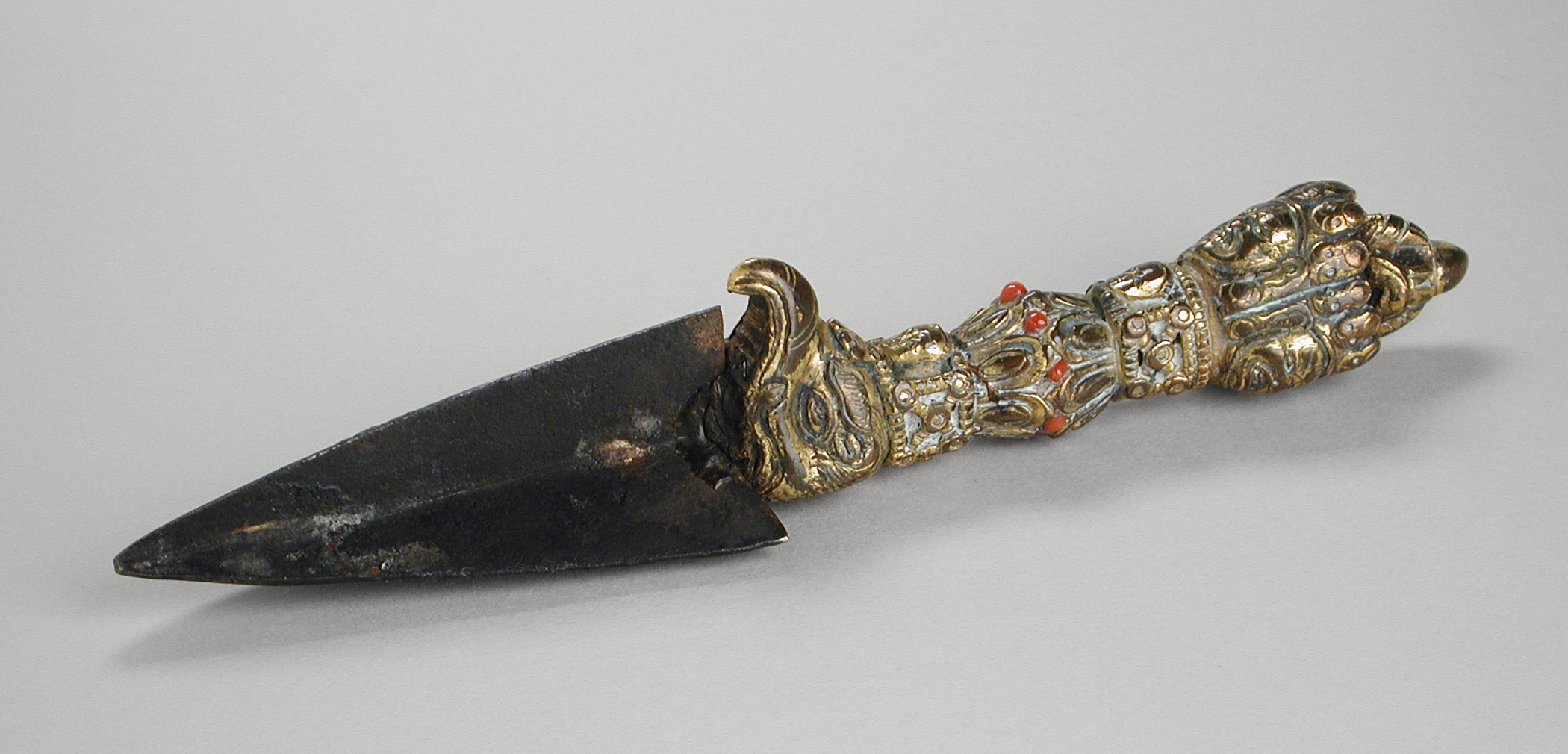
Ритуальний кинджал (Пхурба) LACMA M.85.286.1